# Lancre
Lancre je fiktivní království, v němž se odehrává děj některých knih z fantasy série Zeměplocha anglického autora Terryho Pratchetta – konkrétně řady o čarodějkách (Čaroprávnost, Soudné sestry, Čarodějky na cestách, Dámy a pánové, Carpe Jugulum).
Jedná se o horské království někde u středu Zeměplochy, které je tak malé, že by ho kamenem přehodil. Jeho větší část zaujímá les – hluboký, neprostupný, močálovitý prales. Lancre vládne domácí rod králů, současnými panovníky jsou král Verence II. (původním povoláním dvorní šašek), jeho žena Magráta Česneková (původním povoláním čarodějka) a jejich dcera Esmeralda Pečlivá výslovnost Margareta Lancrerská. 
Hlavním město (spíše městečko) království Lancre se jmenuje Lancre a protéká jím řeka Lancre. Do království kromě hlavního města patří několik okolních vesnic, z nichž nejznámější je Kyselá Prdel. Království se nachází na průsečíku magických proudů, ale místní obyvatelé jsou na podivná znamení zvyklí, a tak jim nedělá větší potíže zvládnout elfy, upíry, jednorožce atd. Pokud je v noci vzbudí divná znamení, tak je proklejí a spí dál. Díky tomu z Lancre pochází několik skvělých mágů a mocných čarodějek.

## Kyselá Prdel
Kyselá Prdel (v originále Bad Ass) je malá vesnice, nacházející se v Lancre, v horách Beraní hlavy, kde leží na okraji srázu. Její obyvatelé tvoří svéráznou komunitu a její jméno se odvozuje od proslulého místního receptu – králičího zadku na kyselo. Vesnice se poprvé a naposled objeví v knize Čaroprávnost, v dalších knihách je maximálně zmíněna.
Kyselá Prdel je domovem Dědy Počasvoska. Narodily se zde čarodějka Bábi Zlopočasná a první mágyně Eskarina Kovářová.